# Paulinko
Paulinko ist eine deutsche Pop-Band aus Düsseldorf, die während der Corona-Pandemie von Sängerin Anna Pauline Kohn gegründet wurde.

## Geschichte
Während der Coronapandemie hat die in Ratingen geborene Anna Pauline Kohn Paulinko als Solo-Projekt gegründet, später hat sich Lisa-Marie Bruynen als Schlagzeugerin angeschlossen, vorerst nur für Liveauftritte und inzwischen als fester Bestandteil der Band. Die Musikerinnen kannten sich bereits aus ihrer gemeinsamen Zeit in einer anderen Band. Aufmerksamkeit bei einem größeren Publikum erhielten sie mit der Veröffentlichung der Neue Neue Deutsche Welle Single Bis die Sonne aufwacht, und der Durchbruch gelang ihnen 2023 mit Skandal im Patriachat, welches sie für die Kampagne Rauf die Plätze geschrieben haben, welche sich für die staatliche Finanzierung von Frauenhäusern ausspricht. Darauf folgten neben eigenen Konzerten zahlreiche Buchungsanfragen für Festivalauftritte wie das Singoldsand Festival, das Rocken am Brocken oder die Breminale. Außerdem sind sie auf dem Christopher Street Day in Frankfurt und Köln aufgetreten. 2025 schloss sich Amy Conley als Gitarristin der Band an, gemeinsam veröffentlichen sie die Single Männer am Meer.

## Stil
Ihre Lieder sind von provokanten Liedtexten mit meist feministischen Motiven geprägt, in welchen sie ihre negative Erfahrungen mit dem Patriarchat verarbeiten. Musikalisch lässt sich die Musik in den Elektro-Pop einordnen, inspirieren ließen sie sich von Bands wie Wir sind Helden und 2raumwohnung.

## Diskografie
- 2021: Bis die Sonne aufwacht (Single, k22 music)
- 2021: Fuchsig (Single, k22 music)
- 2021: Straßenbahn (Single, k22 music)
- 2022: Komet (EP, k22 music)
- 2023: Berlin (Du kannst ja nichts dafür) (Single mit Urbannino, k22 music)
- 2024: Auf die Fresse Pop, Vol.1 (EP, k22 music)
- 2025: Männer am Meer (Single, k22 music)